# Moment to Moment (Art Farmer)
Moment to Moment è un album dei The Jazztet di Art Farmer e Benny Golson, pubblicato dall'etichetta italiana Soul Note Records nel 1983. Il disco fu registrato il 30 e 31 maggio del 1983 al Barigozzi Studio di Milano (Italia).

## Tracce
Lato A
1. Moment to Moment – 8:50 (Benny Golson)
2. Along Came Betty – 6:45 (Benny Golson)
3. Farmer's Market – 5:32 (Art Farmer)

Lato B
1. Fair Weather – 5:50 (Kenny Dorham, Benny Golson)
2. Yesterday's Thoughts – 8:21 (Benny Golson)
3. Ease Away Walk – 7:48 (Benny Golson)

## Musicisti
- Art Farmer - flicorno
- Benny Golson - sassofono tenore, arrangiamenti
- Curtis Fuller - trombone
- Mickey Tucker - pianoforte
- Ray Drummond - contrabbasso
- Albert Heath - batteria